# PlayStation Studios
PlayStation Studios (dawniej SIE Worldwide Studios oraz SCE Worldwide Studios) – oddział Sony Interactive Entertainment nadzorujący produkcję gier komputerowych studiów należących do SIE. W większości powstają jako tytuły na wyłączność, dostępne tylko na konsolach PlayStation. W wielu przypadkach producentów gier wspiera, również należące do Sony, założone w 2007 studio animacji Visual Arts Services Group z San Diego. PlayStation Studios odpowiada także za pomoc zewnętrznym producentom, którzy na mocy umów z Sony tworzą gry na PlayStation, oraz za ich dystrybucję.

## Historia
14 września 2005 Sony Computer Entertainment (obecnie Sony Interactive Entertainment), oddział Sony odpowiedzialny za gry komputerowe, poinformował o założeniu SCE Worldwide Studios, skupiającego wszystkie studia będące wówczas własnością SCE. Na prezesa wybrano Phila Harrisona, którego w maju 2008 zastąpił Shūhei Yoshida. W listopadzie 2019 prezesem oddziału został Hermen Hulst, wcześniej prezes studia Guerrila Games. W 2016 roku wraz z reorganizacją Sony Computer Entertainment w Sony Interactive Entertainment nazwę oddziału zmieniono na SIE Worldwide Studios. W maju 2020, w ramach przygotowań do premiery PlayStation 5, nazwę zmieniono ponownie, na PlayStation Studios. 
W 2022 Sony zapowiedziało, że do 2025 połowa gier tworzonych przez studia należące do Sony będzie wydawana także na komputerach osobistych. W sierpniu 2022 ogłoszono powstanie PlayStation Studios Mobile Division i nabycie specjalizującego się w grach mobilnych Savage Game Studios (przemianowanego później na Neon Koi), co umożliwi wydawanie od 2025 gier także na urządzenia mobilne. W lutym 2024 poinformowano o zamknięciu London Studio oraz redukcji etatów w innych studiach, w tym m.in. Guerrila Games i Naughty Dog.

## Studia
| Nazwa                    | Miasto          | Kraj              | Założone | Nabyte | Uwagi |
| ------------------------ | --------------- | ----------------- | -------- | ------ | --- |
| Bend Studio              | Bend            | Stany Zjednoczone | 1993     | 2000   | Producent (m.in. Days Gone).                                                                                   |
| Bluepoint Games          | Austin          | Stany Zjednoczone | 2006     | 2021   | Studio zajmujące się głównie remasterami i remake’ami starszych gier, np. Uncharted: Kolekcja Nathana Drake’a. |
| Fabrik Games             | Manchester      | Wielka Brytania   | 2014     | 2021   | Studio wspierające Firesprite.                                                                                 |
| Firesprite               | Liverpool       | Wielka Brytania   | 2012     | 2021   | Producent gier na PlayStation VR.                                                                              |
| Guerrilla Games          | Amsterdam       | Holandia          | 2000     | 2005   | Producent (m.in. serie Killzone, Horizon).                                                                     |
| Haven Studios            | Montréal        | Kanada            | 2021     | 2022   | Producent (m.in. Fairgame$).                                                                                   |
| Housemarque              | Helsinki        | Finlandia         | 1995     | 2021   | Producent (m.in. Resogun, Returnal).                                                                           |
| Insomniac Games          | Burbank, Durham | Stany Zjednoczone | 1994     | 2019   | Producent (m.in. serie Ratchet & Clank, Resistance i Marvel’s Spider-Man).                                     |
| Media Molecule           | Guildford       | Wielka Brytania   | 2006     | 2010   | Producent (m.in. seria LittleBigPlanet).                                                                       |
| Naughty Dog              | Santa Monica    | Stany Zjednoczone | 1984     | 2001   | Producent (m.in. serie Jak and Daxter, Uncharted i The Last of Us).                                            |
| Nixxes Software          | Utrecht         | Holandia          | 1999     | 2021   | Studio pomagające w optymalizowaniu gier i zajmujące się tworzeniem portów na Windowsa.                        |
| Polyphony Digital        | Tokio           | Japonia           | 1998     | –      | Producent serii Gran Turismo.                                                                                  |
| San Diego Studio         | San Diego       | Stany Zjednoczone | 2001     | –      | Producent serii MLB: The Show na wszystkie domyśle platformy docelowe.                                         |
| San Mateo Studio         | San Mateo       | Stany Zjednoczone | 1998     | –      | Studio wspierające producentów niebędących własnością Sony, ale tworzących gry tylko na ich platformy.         |
| Santa Monica Studio      | Los Angeles     | Stany Zjednoczone | 1999     | –      | Producent (m.in. seria God of War).                                                                            |
| Sucker Punch Productions | Bellevue        | Stany Zjednoczone | 1997     | 2011   | Producent (m.in. Ghost of Tsushima oraz serie Sly Cooper i Infamous).                                          |
| Team Asobi               | Tokio           | Japonia           | 2021     | –      | Producent gier-pokazówek konsol Sony.                                                                          |
| Valkyrie Entertainment   | Seattle         | Stany Zjednoczone | 2002     | 2021   | Studio wspierające m.in. producentów Infamous, God of War i Twisted Metal.                                     |
| XDev                     | Liverpool       | Wielka Brytania   | 2000     | –      | Studio wspierające producentów niezależnych od Sony, m.in. twórców Until Dawn i Detroit: Become Human.         |

## Zlikwidowane studia
| Nazwa                   | Miasto           | Kraj              | Założone | Nabyte | Zamknięte | Uwagi                                                          |
| ----------------------- | ---------------- | ----------------- | -------- | ------ | --------- | -------------------------------------------------------------- |
| Bigbig Studios          | Leamington Spa   | Wielka Brytania   | 2001     | 2007   | 2012      |                                                                |
| Evolution Studios       | Runcorn          | Wielka Brytania   | 1999     | 2007   | 2016      |                                                                |
| Firewalk Studios        | Bellevue         | Stany Zjednoczone | 2018     | 2023   | 2024      |                                                                |
| Guerrilla Cambridge     | Cambridge        | Wielka Brytania   | 1997     | —      | 2017      |                                                                |
| Incognito Entertainment | Salt Lake City   | Stany Zjednoczone | 1999     | 2002   | 2009      |                                                                |
| Japan Studio            | Tokio            | Japonia           | 1993     | —      | 2021      | Zrestrukturyzowane, pracownicy przeszli głównie do Team Asobi. |
| London Studio           | Londyn           | Wielka Brytania   | 2002     | —      | 2024      |                                                                |
| Manchester Studio       | Manchester       | Wielka Brytania   | 2015     | —      | 2020      |                                                                |
| Neon Koi                | Berlin, Helsinki | Niemcy, Finlandia | 2020     | 2021   | 2024      |                                                                |
| Pixelopus               | San Mateo        | Stany Zjednoczone | 2014     | –      | 2023      |                                                                |
| Liverpool Studio        | Liverpool        | Wielka Brytania   | 1984     | 1993   | 2012      |                                                                |
| Zipper Interactive      | Redmond          | Stany Zjednoczone | 1995     | 2006   | 2012      |                                                                |